# ТЕС Магнум
ТЕС Магнум – теплова електростанція на північному сході Нідерландів у провінції Гронінген, створена на основі технології комбінованого парогазового циклу.
Площадка станції розташована на узбережжі естуарію річки Емс, у індустріальному парку енергетичного спрямування Емсхафен. Тут в 2007 році розпочали спорудження великої ТЕС у складі трьох однотипних блоків потужністю по 430 МВт. Процес посувався з певними затрмками, проте у 2013 році всі роботи завершились та станцію ввели в експлуатацію. 
Головною особливістю ТЕС Магнум, яка б вирізняла її серед численних парогазових електростанцій Європи та світу, мав стати різновид основного палива. Замість звичайного в таких випадках природного газу на Магнум збирались спалювати синтез-газ, отриманий шляхом газифікації вугілля із домішками біомаси. Втім, під тиском природоохоронних організацій власник станції зобов’язався до 2020 року використовувати лише природний газ.
Генеральним підрядником спорудження станції була японська компанія Mitsubishi, яка зокрема постачила газові турбіни M701F4. Використання їх разом з паровими турбінами забезпечує паливну ефективність на рівні 58%.
Видача продукції відбувається по ЛЕП напругою 380 кВ.
Загальна вартість проекту становила біля 1,5 млрд. євро.